# ベッド・ディテクティヴ
ベッド・ディテクティヴ (bed detective) は、ミステリの分野で用いられる呼称で、広義の安楽椅子探偵 (armchair detective) の一種、あるいは安楽椅子探偵の亜種といえる。ベッド探偵、寝台探偵とも。

## 概要
ベッド・ディテクティヴは、探偵が事件の現場に行かず、自分の目で現場を見ずに、他人の話や事件の調書などのデータを基にして推理を展開するという点では、安楽椅子探偵と共通であるが、（多くの場合）探偵が怪我などで病院のベッドの上にいる (detective on the bed) ため動くことができないという点に特徴がある。また、推理を行う動機も入院中の退屈しのぎという面がある。ただし、退屈しのぎといっても推理がいい加減というわけではない。また、過去に起こった出来事について推理するいわゆる「過去もの」に属する作品が多い。
1951年、ジョセフィン・テイが発表したリチャード3世の謎を巡る『時の娘』(The Daughter of Time) がこの分野の最初の作品とされている。ただし、英語には bed detective という語は存在しない（和製英語）であり、安楽椅子探偵に比べればその認知度は低い。

## ベッド・ディテクティヴの特徴
典型的なベッド・ディテクティヴ作品は、歴史ミステリ（あるいは「過去もの」）と「安楽椅子探偵もの」の両方の特徴を備えている場合が多い。つまり、歴史上の謎（あるいは直接現場に行って調査することが難しい過去の出来事）という推理の対象を病院のベッドで動けない探偵が極めて限られた情報（資料）から推理するという形式をとる。
また、探偵が入院など動けないので、情報（資料）を集め、主人公と会話をすることで推理を助けるパートナー役が登場することが多い。「シリーズもの」の探偵が入院で身動きがとれず、その暇つぶしに過去の出来事を推理するというパターンが多い。また推理すべき謎の提示は、肖像画や本といったアイテムから主人公が興味を持つパターン（アイテム・インスピレーション型）とパートナー役などが探偵に相談を持ち込むパターン（相談持ち込み型）とがある。
ベッド・ディテクティヴの典型的パターン
- 探偵：「シリーズもの」の探偵が入院等でベッドの上にいて動けない（動かない）
- 推理の対象：歴史上の謎など過去の出来事
- 謎の提示：(1)肖像画や本などから探偵がインスパイアされる　(2)他の人物によって相談の形で持ち込まれる
- パートナー役：情報（資料）を探偵の代わりに集めたり、探偵と会話をすることで推理を助ける
- 推理の形式：限られた情報（文献などの資料）とパートナー役などとの会話のみから論理的に推理論を展開

## 主なベッド・ディテクティヴ作品
| 作品名                                                                          | 作者               | 発表年                 | 探偵名                             | パートナー等 | 推理する内容（アイテム/歴史上の謎） |
| 時の娘                                                                          | ジョセフィン・テイ | 1951年                 | グラント警部                       | マータ/二人の看護婦 | リチャード3世の肖像/リチャード3世は本当はどのような人物だったのか。果たして王子たちは本当にリチャード3世に殺されたのか。                                             |
| 成吉思汗の秘密                                                                  | 高木彬光           | 1958年                 | 神津恭介                           | 松下研三（推理作家）/大麻鎮子（東大歴史学教室助教授井村梅吉の助手）                                                                                 | 義経不死伝説（義経=ジンギスカン説） |
| 二るいベースのたんてい事件（「少年たんていブラウン」<Encyclopedia Brown> より） | ドナルド・ソボル   | 1963年                 | ロイ・ブラウン                     | サリー・キンボール（相棒兼用心棒）/ティム・ゴメス（依頼人）                                                                                         | 依頼人の、メキシコに住む叔父は本当に銀行強盗に関わったのか。 |
| 邪馬台国の秘密                                                                  | 高木彬光           | 1973年                 | 神津恭介                           | 松下研三（推理作家） | 邪馬台国はどこにあったか。 |
| 日本のハムレットの秘密                                                          | 斎藤栄             | 1973年                 | 安東警部                           | 私（推理作家） | 明治36年5月に華厳の滝に身を投じた藤村操の自殺は、偽装自殺だったのか。                                                                                                |
| 遠きに目ありて                                                                  | 天藤真             | 1976年                 | 信一少年                           | 真名部警部 | 脳性マヒの少年が優れた頭脳で事件を解決をする一方で社会の無理解に苦しむ。                                                                                             |
| おやじに捧げる葬送曲*1                                                          | 多岐川恭           | 1984年                 | 手足も言語も不自由な「おやじさん」 | 「おれ」 | 宝石商殺害事件&十億円の宝石盗難事件 |
| 泡姫シルビアの華麗な推理（短編集）（旧題：トルコ嬢シルビアの華麗な推理）*2      | 都筑道夫           | 1984年（改題：1986年） | シルビア                           | キャロル、マノン、アリス（同僚）/安斎（常連客）など                                                                                                 | 「仮面をぬぐシルビア」「密室をひらくシルビア」「除夜の鐘をきくシルビア」「宝探しをするシルビア」「小説を書くシルビア」「客をなくすシルビア」「立ち聞きするシルビア」 |
| ベッド・ディテクティヴ（短編集）（旧題：泡姫シルビアの探偵あそび）*2            | 都筑道夫           | 1986年（改題：1998年） | シルビア                           | キャロル、マノン、アリス（同僚）/安斎（常連客）など                                                                                                 | 「ふたりいたシルビア」「服をぬがないシルビア」「涙ぐむシルビア」「怒るシルビア」「化けてでるシルビア」「殴られるシルビア」「のぞき見するシルビア」                   |
| 古代天皇の秘密                                                                  | 高木彬光           | 1986年                 | 神津恭介                           | 松下研三（推理作家）/三宅洋子（松下研三の娘綾子の友人で、吉備女子大学日本史学科の教授である三宅祥二郎の娘。東和大学史学科助手で奈良時代史を専攻。） | 神武天皇は実在したか。ヤマト朝廷の統一は何を意味しているのか。 |
| オックスフォード運河の殺人 (The Wench Is Dead)                                  | コリン・デクスター | 1989年                 | モース主任警部                     | 同じ病室のグリーナウェイさんの娘さん（図書館司書）/ルイス部長刑事                                                                                   | オックスフォード運河の殺人（ヴィクトリア朝時代の殺人事件を扱った研究書）/1859年に一人旅の女性を殺したのは2人の船員か。                                               |
| みなとみらいで捕まえて                                                          | 鯨統一郎           | 2007年                 | 明丹廷                             | 半任優里/南登野洋子（2人とも神奈川県警の刑事） | 117歳という超高齢の探偵が孔子の言葉を引用しつつ事件の鍵を解く。 |

*1は、現在の事件を扱っている。*2は、ソープ嬢であるシルビアが持ち込まれる相談（事件）を解決するという安楽椅子探偵物だが、ここでの「ベッド」は彼女の職業（ソープ嬢）からきており、本来のベッド・ディテクティヴの意とは異なる。